# Edoardo Scala
Edoardo Scala, italijanski general, * 1884, † 1964.